# 丹尼尔·杜伊舍巴耶夫
丹尼尔·杜伊舍巴耶夫（1997年7月4日—），西班牙男子手球运动员，2021年世界男子手球锦标赛铜牌得主、2023年世界男子手球锦标赛铜牌得主、2024年夏季奥林匹克运动会男子铜牌得主。